# Susana Szwarc
Susana Szwarc (29 de mayo de 1952 en Quitilipi, Provincia del Chaco, Argentina) es una escritora y poeta argentina.

## Vida
Susana Szwarc nació en Quitilipi como hija de inmigrantes, que llegaron a la Argentina en 1947 y 1948 desde Polonia y Uzbekistán, a través de Paraguay y Brasil. Nunca conoció a sus abuelos, ya que los paternos habían sido asesinados por ser judíos, probablemente en algún campo de concentración, mientras que los maternos habían muerto en Bujará, a raíz de diferentes epidemias.
Actualmente, vive en Buenos Aires, donde dirige talleres de escritura.

## Premios
- Primer Premio Nacional Iniciación de Poesía (1987)[1]
- Premio Unesco (Buenos Aires, 1984)[1]
- Premio Antorchas a la Creación Artística (1990)[1]
- Premio Único de Poesía de la Municipalidad de la Ciudad de Buenos Aires (1998)[1]
- Premio de Honor en la categoría Libro para Niños, Municipalidad de San Miguel de Tucumán (1996)[1]
- Beca del Fondo Nacional de las Artes (1995)
- Primer Premio en el II Concurso Literario XICOATL en la Categoría Cuento (Salzburgo, Austria, 1994)
- Tercer Premio en el Concurso Fundación Inca en la categoría Narrativa breve (1995)
- Premio Único de Poesía de la Municipalidad de la Ciudad de Buenos Aires (1998)
- Mención en el Concurso Internacional de Cuentos Julio Cortázar (2003)[3]
- Subsidio Fondo Creadores del Gobierno Autónomo de la Ciudad de Buenos Aires (2005)
- Beca Circulación del Fondo Nacional de las Artes (2019)[4]

## Obra

### Novela
- Trenzas. Buenos Aires: Editorial Legasa, 1991 (Nueva Literatura). Nueva edición: Buenos Aires: la mariposa y la iguana, 2016
- La muertita o la novela que. Buenos Aires: Ediciones la mariposa y la iguana, 2016

### Cuento
- El artista del sueño y otros cuentos. Buenos Aires: Tres Tiempos, 1981 (Repertorio Nueva Ficción, 6)
- El azar cruje. Buenos Aires: Catálogos, 2006
- Una felicidad liviana. Rosario: Editorial Fundación Ross, 2007 (Semillas de Eva)
- La mesa roja. Antología personal. Buenos Aires: Instituto Movilizador de Fondos Cooperativos, 2012 (Desde la Gente)
- La resolana. Cuentos reunidos. Prólogo: Ana María Shua. Resistencia (Chaco): ConTexto, 2019 (Colección Los Imprescindibles).
- Distancia cero. Microrrelatos. Buenos Aires: Ediciones Desde la Gente, 2020

### Poesía
- En lo separado. Buenos Aires: Último Reino, 1988
- Bailen las estepas. Buenos Aires: Ediciones de la Flor, 1999. Nueva edición: Cáceres: Liliputienses, 2016 (Los cuadernos de Mildendo)
- Bárbara dice. Córdoba: Alción, 2004
- Aves de paso. Buenos Aires: Ed. Cilc, 2009 (Colección Gama)
- El ojo de Celan. Córdoba: Alción, 2014. Nueva edición: Madrid: Polibea, 2019
- Una piedra en el aire. Cáceres: Ediciones Liliputienses, 2019

### Teatro
- Paisaje después de los trenes, estreno Teatro Olimpia de Buenos Aires en 1985, dirección Guillermo Asencio
- Trenzas, el secreto robado, estreno 1994, Teatro de Liberarte, dirección Irma Paso
- Justo en lo perdido, estreno 2003, El camarín de las Musas und Centro Cultural de la Cooperación, dirección Irene Rotemberg

### Literatura infantil y juvenil
- Había una vez una gota. Ilustraciones de Elena Hadida. Buenos Aires: Editorial El Quirquincho, 1996
- Había una vez un circo. Ilustraciones de Viviana Garofoli. Buenos Aires: Editorial El Quirquincho, 1996
- Salirse del camino y otros cuentos. Ilustraciones Laura Cantón. Buenos Aires: Editorial El Quirquincho, 1997
- Tres gatos locos. Ilustraciones: Eugenio Led. Resistencia: Instituto de Cultura de la Provincia del Chaco, 2010 (Colección Apto para todo público)
- En un lugar de la mancha. Ilustrado por Tania Ávila Villalba. Alcorcón (Madrid): Lastura, 2018

### Editora de
- Los hombres y el río (junto con Adolfo Colombres), Buenos Aires: Instituto Movilizador de Fondos Cooperativos, 1992 (Desde la Gente)
- Cuentos verdes. El hombre y la naturaleza. Buenos Aires: Instituto Movilizador de Fondos Cooperativos,1993 (Desde la Gente)
- Cuentos de los llanos. Selección y prólogo de Susana Szwarc. Buenos Aires: Instituto Movilizador de Fondos Cooperativos, 1995 (Desde la Gente)
- Cuentos ecológicos. Hilos secretos de la naturaleza (junto con Adolfo Colombres), Buenos Aires: Instituto Movilizador de Fondos Cooperativos, 1996 (Ediciones Unesco/Desde la Gente)
- Mujeres 3, Visiones en el siglo. Buenos Aires: Instituto Movilizador de Fondos Cooperativos, 1998 (Desde la Gente)
- ¿Sombras nada más? Historias y relatos de celos. Selección y prólogo de Susana Szwarc. Buenos Aires: Instituto Movilizador de Fondos Cooperativos, 2000 (Desde la Gente)
- Puentes poéticos. Escritoras jóvenes de Argentina y España. Selección y prólogo: Susana Szwarc. Buenos Aires: Instituto Movilizador de Fondos Cooperativos, 2018 (Desde la Gente)

### Traducciones

#### Al alemán
- "Appellation", traducido por Erna Pfeiffer, en: Xicóatl, 3er Año, No. 15, Sept./Oct. 1994, págs. 12–14. [="Apelación"]
- "Stunden". Traducción Rike Bolte. En: Driesch. Zeitschrift für Literatur und Kultur (No. 10, junio de 2010), págs. 56-57. [="Horas"]
- "Gepäckstücke". Traducción Rike Bolte. En: Driesch. Zeitschrift für Literatur und Kultur (No. 12, diciembre de 2012), pág. 67. [="Equipajes", de En lo separado]
- "Wie?". Traducción Rike Bolte. En: Driesch. Zeitschrift für Literatur und Kultur (No. 12, diciembre de 2012), pág. 68. [="¿Cómo?", aus En lo separado]
- "Umsonst". Traducción Rike Bolte. En: Driesch. Zeitschrift für Literatur und Kultur (No. 12, diciembre de 2012), pág. 69. [="Vano", aus En lo separado]
- "K". Traducción Rike Bolte. En: Driesch. Zeitschrift für Literatur und Kultur (No. 12, diciembre de 2012), pág. 70. [="K", aus En lo separado]
- "Gerade so viel Luft". En: Mit den Augen in der Hand. Argentinische Jüdinnen und Juden erzählen. Editado y traducido por Erna Pfeiffer. Viena: Mandelbaum, 2014, págs. 148-152 [= "El aire justo"]
- "Gibt es denn eine Sprache des Feindes? Susana Szwarc im Gespräch". En: "Sie haben unser Gedächtnis nicht auslöschen können". Jüdisch-argentinische Autorinnen und Autoren im Gespräch. Edición y traducción por Erna Pfeiffer. Viena: Löcker Verlag, 2016 (edition pen, Bd. 39), págs. 329-346.
- Zöpfe - Das geraubte Geheimnis. Traducción: Erna Pfeiffer.Viena: Löcker Verlag, 2019 (edition pen). [= Trenzas] ISBN 978-3-85409-956-7
- "Brandwunde", "Materielles Gedächtnis'" y "Der Mund redet wahr", traducción de Nora Zapf, en Signaturen. Forum für autonome Poesie, 2 de marzo de 2020 [= "Quemadura", "Memoria material" y "Dice verdad la boca"] https://signaturen-magazin.de/susana-szwarc--das-auge-celans.html

#### Al francés
- Bárbara dice / Barbara dit. [traduit de l'espagnol (Argentine) par Cristina Madero & Pablo Urquiza]. Éditions bilingüe espagnol, français. Paris: Abra Pampa Éditions, 2013 (Collection Poètes)

#### Al italiano
- L'occhio di Celan. A cura di Alessio Brandolini. Roma: Edizioni Fili d'Aquilone, 2016.

#### Al inglés
- "The Subway", "Comfort", "Tempo", "Caught", translated from the Spanish by Steven J. Stewart, in: Hanging Loose No. 110, Brooklyn, New York, 2018, págs. 88-90. [= "El metro", "Consuelo", "Tempo", "Niños envueltos", del tomo Distancia cero]